# Lanas
Ne doit pas être confondu avec Larnas.
Lanas est une commune française située dans le département de l'Ardèche, en région Auvergne-Rhône-Alpes.

## Géographie

### Situation et description
Lanas, petit village à l'aspect essentiellement rural, est situé au bord de la rive droite de la rivière Ardèche, en amont des gorges.
Le commune se trouve dans l'aire d'attraction d'Aubenas, ainsi que dans la zone d'emploi et dans le bassin de vie de cette ville.

### Communes limitrophes
Les communes limitrophes sont  Balazuc, Lachapelle-sous-Aubenas, Saint-Maurice-d'Ardèche, Vinezac et Vogüé.

### Géologie et relief
La commune est située au cœur du plateau calcaire des Gras.
Sa superficie est de 9,85 km2 ; son altitude varie de 127  à   318 mètres.

### Hydrographie

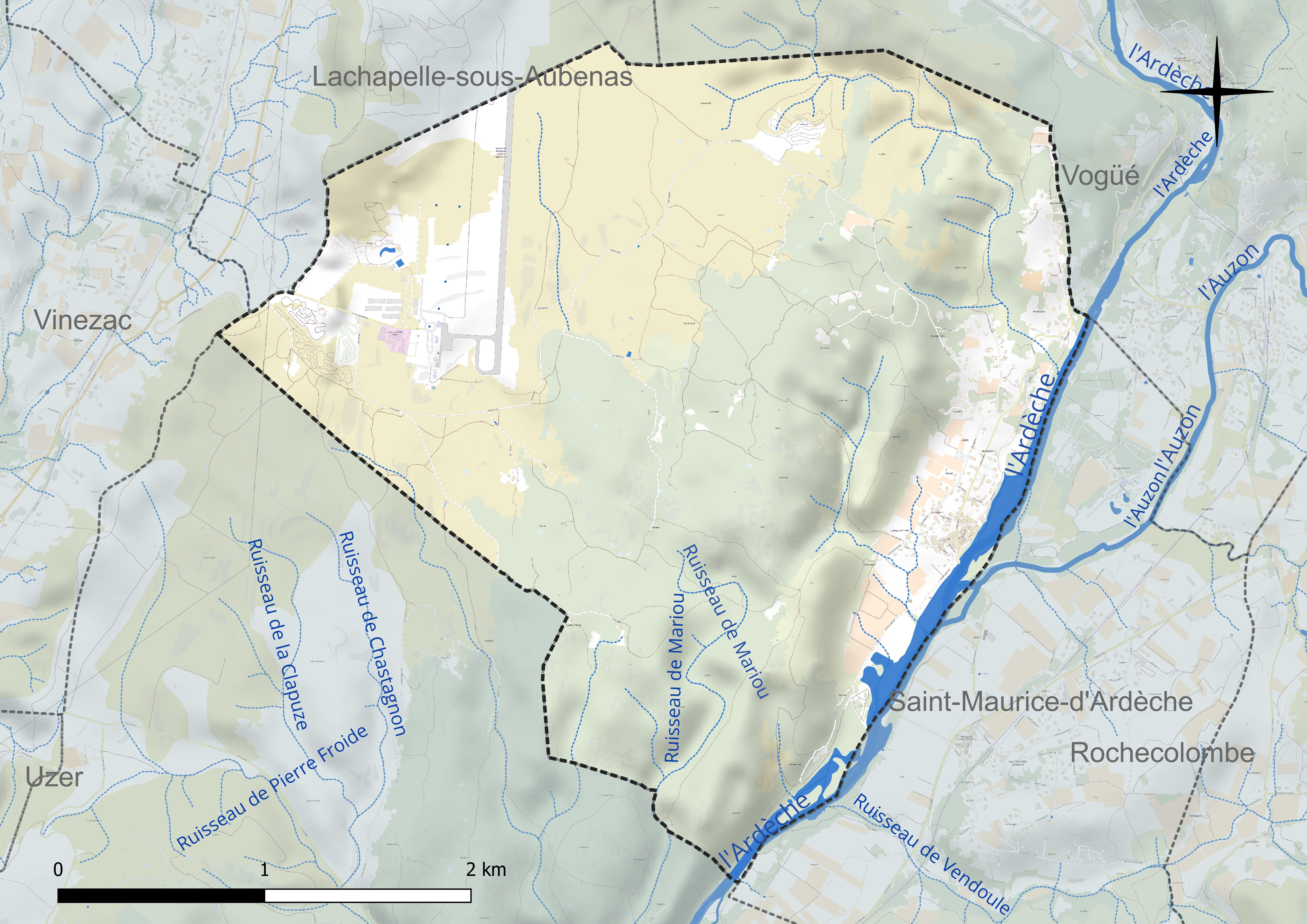
Carte hydrographique de la commune.

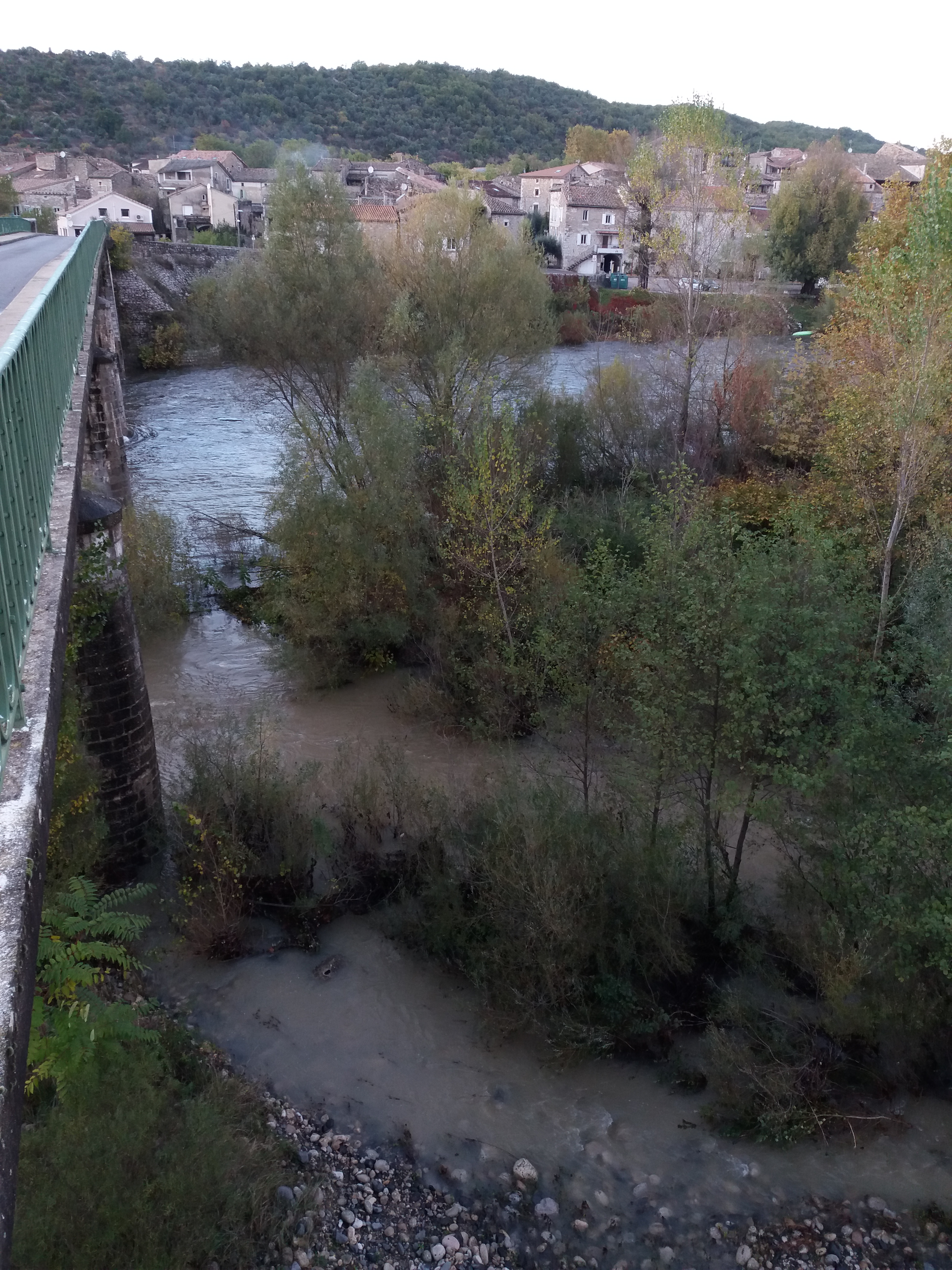
La confluence de l'Ardèche et de l'Auzon, au droit de Lanas.

La partie orientale du territoire communal est bordé par l'Ardèche, un affluent du Rhône.
Plusieurs ruisseaux y confluent.
Un étang apprécié des pécheurs a été aménagé à l'emplacement d'une ancienne gravière.

### Climat
Pour des articles plus généraux, voir Climat d'Auvergne-Rhône-Alpes et Climat de l'Ardèche.

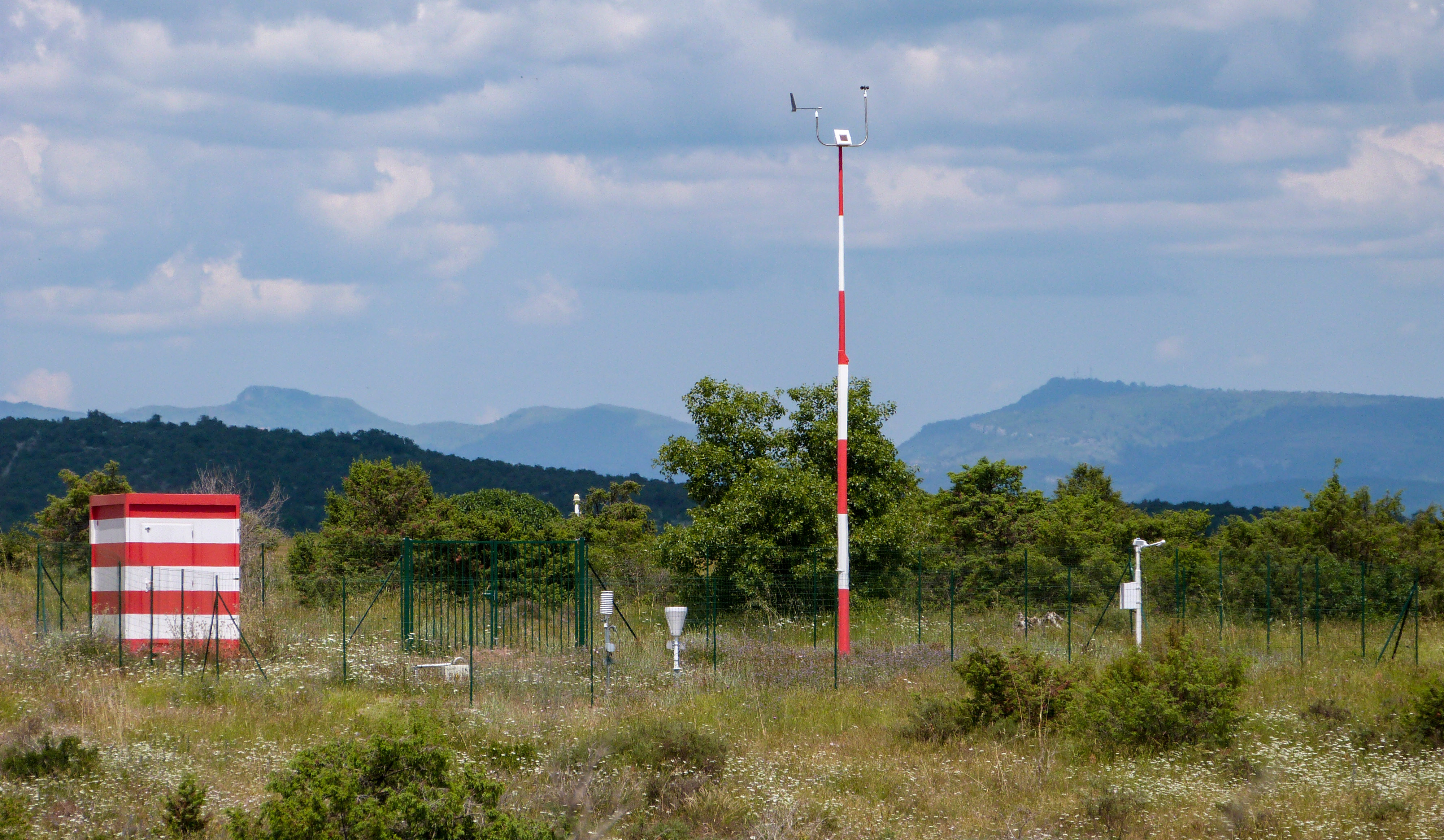
Station météo sur la commune de Lanas,.

En 2010, le climat de la commune est de type climat méditerranéen franc, selon une étude du CNRS s'appuyant sur une série de données couvrant la période 1971-2000. En 2020, Météo-France publie une typologie des climats de la France métropolitaine dans laquelle la commune est exposée à un climat de montagne ou de marges de montagne et est dans la région climatique Provence, Languedoc-Roussillon, caractérisée par une pluviométrie faible en été, un très bon ensoleillement (2 600 h/an), un été chaud (21,5 °C), un air très sec en été, sec en toutes saisons, des vents forts (fréquence de 40 à 50 % de vents > 5 m/s) et peu de brouillards.
Pour la période 1971-2000, la température annuelle moyenne est de 13 °C, avec une amplitude thermique annuelle de 17,7 °C. Le cumul annuel moyen de précipitations est de 1 011 mm, avec 7 jours de précipitations en janvier et 4,2 jours en juillet. Pour la période 1991-2020, la température moyenne annuelle observée sur la station météorologique installée sur la commune est de 13,7 °C et le cumul annuel moyen de précipitations est de 1 066,6 mm,. Pour l'avenir, les paramètres climatiques de la commune estimés pour 2050 selon différents scénarios d'émission de gaz à effet de serre sont consultables sur un site dédié publié par Météo-France en novembre 2022.
| Mois                                  | jan.             | fév.           | mars            | avril         | mai            | juin           | jui.           | août           | sep.           | oct.          | nov.            | déc.          | année      |
| ------------------------------------- | ---------------- | -------------- | --------------- | ------------- | -------------- | -------------- | -------------- | -------------- | -------------- | ------------- | --------------- | ------------- | ---------- |
| Température minimale moyenne (°C)     | 1,3              | 1,5            | 4,3             | 7             | 10,6           | 14,4           | 16,8           | 16,4           | 12,9           | 9,5           | 5,1             | 2             | 8,5        |
| Température moyenne (°C)              | 5,4              | 6,2            | 9,7             | 12,5          | 16,4           | 20,6           | 23,3           | 23             | 18,6           | 14,1          | 9               | 5,9           | 13,7       |
| Température maximale moyenne (°C)     | 9,4              | 10,9           | 15,1            | 18            | 22,2           | 26,8           | 29,9           | 29,5           | 24,2           | 18,7          | 13              | 9,8           | 19         |
| Record de froid (°C) date du record   | −10,4 04.01.1993 | −10,6 05.02.12 | −10 02.03.05    | −2,8 08.04.21 | 1,7 05.05.1991 | 6,3 21.06.1992 | 8,4 03.07.1996 | 8,7 30.08.1998 | 3,3 29.09.1993 | −3,1 26.10.03 | −7,1 23.11.1998 | −9,6 30.12.05 | −10,6 2012 |
| Record de chaleur (°C) date du record | 20,3 10.01.15    | 23,2 24.02.20  | 26,9 18.03.1997 | 28,7 10.04.11 | 33,1 21.05.22  | 41,4 28.06.19  | 39 24.07.19    | 41,8 23.08.23  | 34,2 04.09.23  | 31,2 10.10.23 | 23,9 16.11.15   | 19,8 30.12.21 | 41,8 2023  |
| Ensoleillement (h)                    | 131,1            | 153            | 207,9           | 207,6         | 245,9          | 285,9          | 314            | 283,6          | 219,9          | 153,5         | 124,7           | 120,3         | 2 447,4    |
| Précipitations (mm)                   | 83,6             | 56,2           | 61,3            | 80,8          | 90,3           | 68,4           | 49,1           | 60,1           | 138            | 151,4         | 140,3           | 87,1          | 1 066,6    |

## Urbanisme

### Typologie
Au 1er janvier 2024, Lanas est catégorisée commune rurale à habitat dispersé, selon la nouvelle grille communale de densité à 7 niveaux définie par l'Insee en 2022.
Elle est située hors unité urbaine. Par ailleurs la commune fait partie de l'aire d'attraction d'Aubenas, dont elle est une commune de la couronne,. Cette aire, qui regroupe 68 communes, est catégorisée dans les aires de 50 000 à moins de 200 000 habitants,.

### Occupation des sols

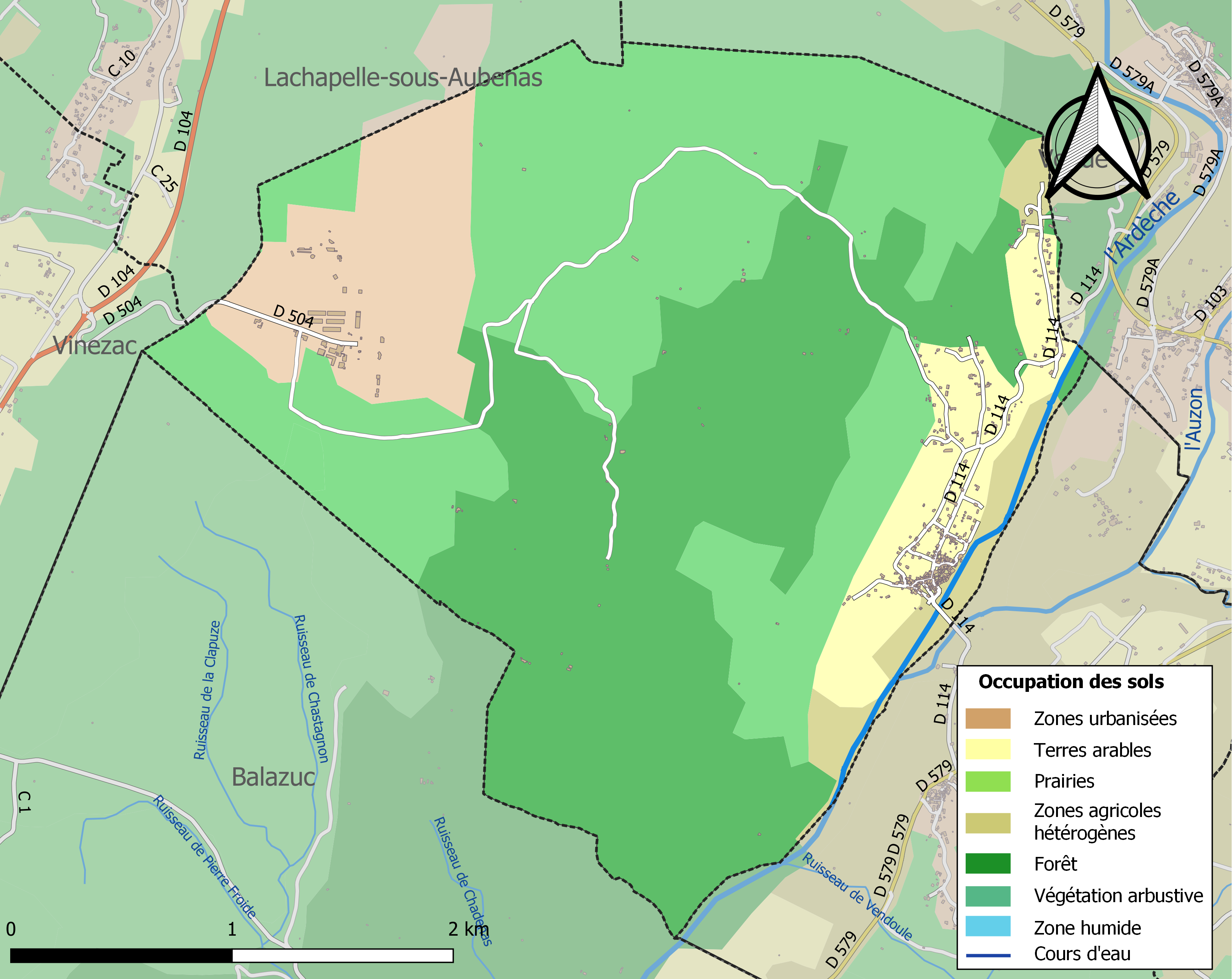
Carte des infrastructures et de l'occupation des sols de la commune en 2018 (CLC).

L'occupation des sols de la commune, telle qu'elle ressort de la base de données européenne d’occupation biophysique des sols Corine Land Cover (CLC), est marquée par l'importance des forêts et milieux semi-naturels (79,1 % en 2018), en diminution par rapport à 1990 (83,6 %). La répartition détaillée en 2018 est la suivante : 
milieux à végétation arbustive et/ou herbacée (39,7 %), forêts (39,4 %), espaces verts artificialisés, non agricoles (10,3 %), cultures permanentes (7,3 %), zones agricoles hétérogènes (3,3 %).
L'évolution de l’occupation des sols de la commune et de ses infrastructures peut être observée sur les différentes représentations cartographiques du territoire : la carte de Cassini (XVIIIe siècle), la carte d'état-major (1820-1866) et les cartes ou photos aériennes de l'IGN pour la période actuelle (1950 à aujourd'hui).

### Morphologie urbaine
L'habitat villageois aménagé en amphithéâtre comportant deux demi-cercles concentriques développés autour du château a été fortifié à deux reprises : la première enceinte paraît contemporaine des origines du village (XIIe siècle ou XIIIe siècle). La suivante, plus vaste, a été édifiée dans les années 1420, s'inscrivant dans les mouvements de fortifications villageoises en pleine guerre de Cent Ans.
Le vieux village est un dédale de ruelles, de voûtes et de portes.

### Habitat et logement
En 2021, le nombre total de logements dans la commune était de 302, alors qu'il était de 265 en 2016 et de 254 en 2011.
Parmi ces logements, 69,3 % étaient des résidences principales, 21,2 % des résidences secondaires et 9,6 % des logements vacants. Ces logements étaient pour 93,8 % d'entre eux des maisons individuelles et pour 5,9 % des appartements.
Le tableau ci-dessous présente la typologie des logements à Lanas en 2021 en comparaison avec celle de l'Ardèche et de la France entière. Une caractéristique marquante du parc de logements est ainsi une proportion de résidences secondaires et logements occasionnels (21,2 %) supérieure à celle du département (17,7 %) et à celle de la France entière (9,7 %).
| Typologie                                               | Lanas | Ardèche | France entière |
| ------------------------------------------------------- | ----- | ------- | -------------- |
| Résidences principales (en %)                           | 69,3  | 72,7    | 82,2           |
| Résidences secondaires et logements occasionnels (en %) | 21,2  | 17,7    | 9,7            |
| Logements vacants (en %)                                | 9,6   | 9,6     | 8,1            |

### Énergie
Une centrale photovoltaïque est implantée à Lanas.

### Risques naturels et technologiques

#### Risques sismiques
La totalité du territoire de la commune de Lanas est situé en zone de sismicité no 3 (sur une échelle de 1 à 5), comme la plupart des communes situées dans la vallée du Rhône et la Basse Ardèche, mais en limite orientale de la zone no 2 qui correspond au plateau ardéchois.
| Type de zone | Niveau            | Définitions (bâtiment à risque normal) |
| ------------ | ----------------- | -------------------------------------- |
| Zone 3       | Sismicité modérée | accélération = 1,1 m/s2                |

## Toponymie
Le nom Lanas vient d'un mot occitan signifiant « bête à laine », en rapport avec la population de tisserands vivant dans le village.

## Histoire

### Moyen Âge
La première mention relative à Lanas date de 1154, lorsque Guillaume, évêque de Viviers de 1147 à 1165, fait donation de la chapelle Saint-Eustache à l'Abbaye Saint-André-le-Haut de Vienne. Lanas, qui appartient aux seigneurs des Chazeaux de 1247 à 1423, apparaît dans les vassalités des familles de Vogüé et de Balazuc. Ces derniers, issus des Montréal, reçoivent le fief de Lanas qu'ils conservent jusqu'à la mort du dernier seigneur de Balazuc, tué au début de la Révolution, en 1792.

### Époque contemporaine
Lanas était un hameau  de la commune de Saint-Maurice-et-Lanas jusqu'en 1846, date à laquelle Louis-Philippe promulgue la loi  12-771 : du 5 juin 1845, article 413, érigeant Saint-Maurice en commune distincte. La limite entre les deux nouvelles communes est fixée le long du cours de l'Ardèche, faisant de Lanas la seule commune du canton de Villeneuve-de-Berg sur la rive droite de cette rivière.
La révolution de 1848 est à nouveau l'occasion d'affrontements à Lanas. Un nouveau maire est élu en mars. Mais la réaction conservatrice locale organise un coup de force armé dans la nuit du 24 au 25 avril et s'empare des institutions municipales. Les trois chefs de la rébellion provoquent de nouvelles élections pour légitimer leur action, le prêtre profitant de la messe dominicale pour prêcher en leur faveur. De son côté, l'instituteur dénonce ces manœuvres dans un rapport aux autorités.
En 1944, un terrain clandestin était constitué pour la Résistance répondant au nom de code  Acier  au plateau des Gras. Dans la nuit du 22 au 23 mars, un homme est parachuté ainsi que des containers d'armes cachées dans une maison cantonnière au pied du col de l'Escrinet.

## Politique et administration

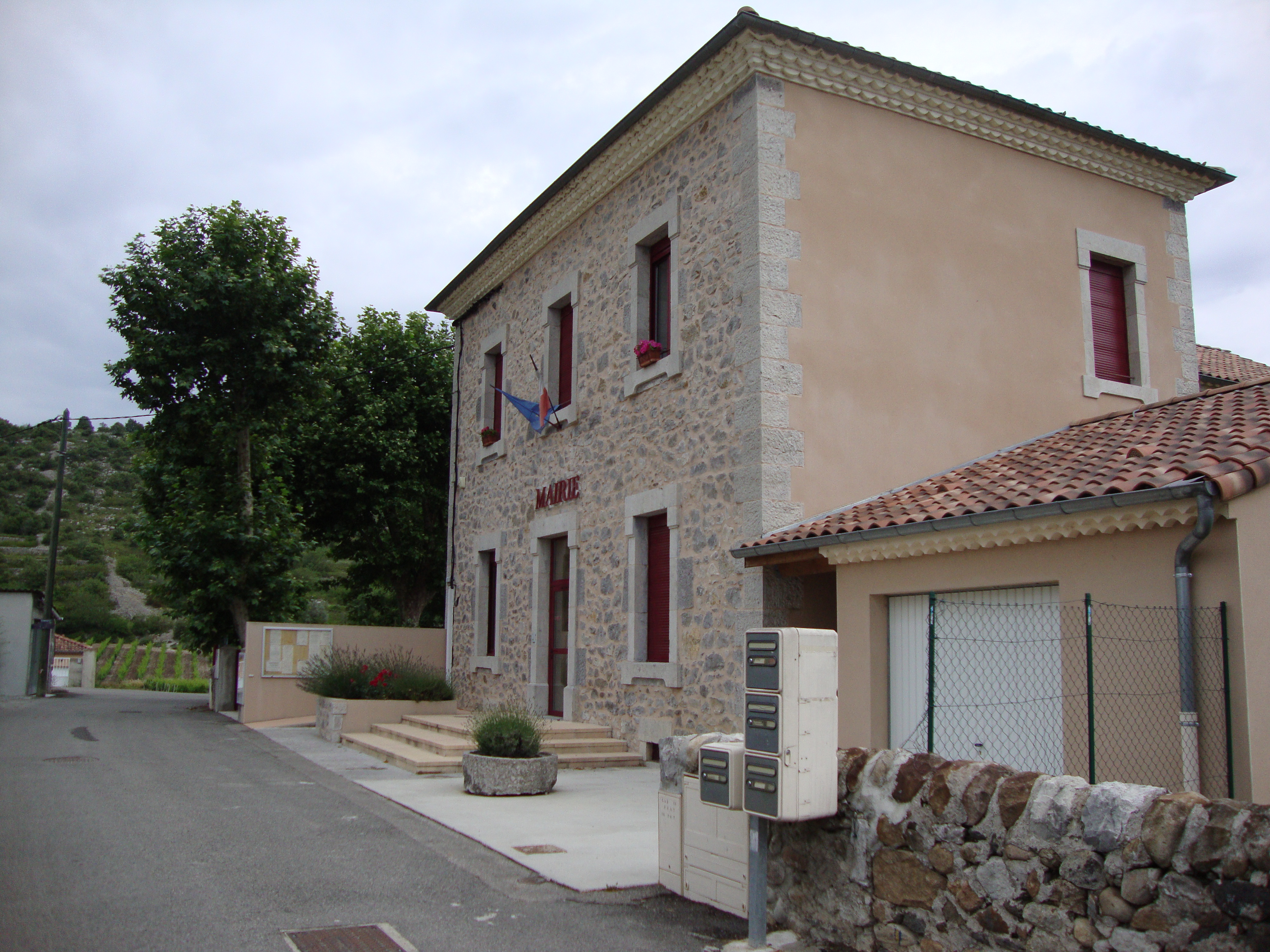
La mairie de Lanas.

### Rattachements administratifs et électoraux

#### Rattachements administratifs
La commune se trouvait depuis sa création en 1846 dans l'arrondissement de Privas du département de l'Ardèche. Par arrêté préfectoral du 22 février 2007, plusieurs cantons, dont celui de Villeneuve-de-Berg et comprenant Lanas, ont été détachés de l'arrondissement de Privas pour être rattachés à l'arrondissement de Largentière,.
Elle faisait partie depuis 1802 du canton de Villeneuve-de-Berg. Dans le cadre du redécoupage cantonal de 2014 en France, cette circonscription administrative territoriale a disparu, et le canton n'est plus qu'une circonscription électorale.

#### Rattachements électoraux
Pour les élections départementales, la commune fait partie depuis 2014 du canton d'Aubenas-2.
Pour l'élection des députés, elle fait partie de la troisième circonscription de l'Ardèche.

### Intercommunalité
Lanas était membre de la communauté de communes du Vinobre, un établissement public de coopération intercommunale (EPCI) à fiscalité propre créé en 2001 et auquel la commune avait transféré un certain nombre de ses compétences, dans les conditions déterminées par le code général des collectivités territoriales.
La commune quitte cette intercommunalité pour rejoindre, le 1er janvier 2017 la communauté de communes des Gorges de l'Ardèche, dont est désormais membre la commune.

### Liste des maires
| Période                                  | Période        | Identité               | Étiquette | Qualité                                     |
| ---------------------------------------- | -------------- | ---------------------- | --------- | ------------------------------------------- |
| Les données manquantes sont à compléter. |                |                        |           |                                             |
|                                          |                |                        |           |                                             |
| mai 1953                                 | mars 1965      | Henri Michelet         |           | Exploitant agricole                         |
| mars 1965                                | 1981           | Émile Mazoyer          | DVD       | Agriculteur Démissionnaire                  |
| 1981                                     | septembre 1989 | René Bessat            |           | Entrepreneur en maçonnerie Mort en fonction |
| novembre 1989                            | 1990           | André Chabourlin       |           | Démissionnaire                              |
| 1990                                     | mars 2008      | Marie-France Rivière   | DVG       |                                             |
| mars 2008                                | avril 2014     | Robert Chevrier        | DVD       | Ingénieur en retraite                       |
| avril 2014                               | février 2023   | Marie-Christine Durand | DVG       | Cadre infirmier Démissionnaire              |
| février 2023                             | [ 27 ]         | Vincent Cervino        | SE        | Délégué à l'information médicale            |

## Équipements et services publics

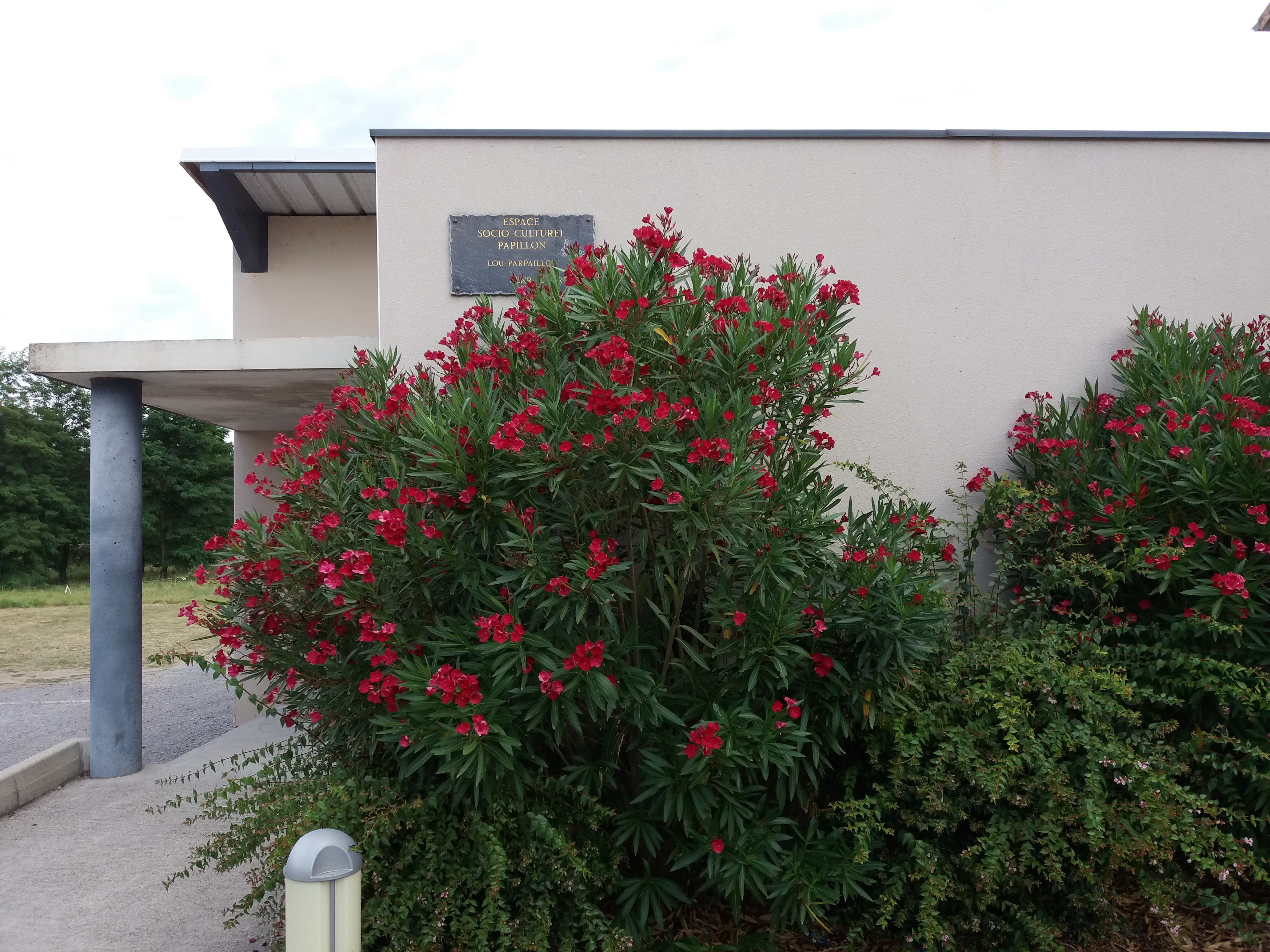
L'espace socio-culturel « Papillon ».

### Enseignement
Lanas dépend de l'académie de Grenoble ; l'école de la commune faite partie du regroupement pédagogique « Volamau » et accueille les élèves de CM1 des communes alentour : Vogüé, Lanas et Saint-Maurice-d'Ardèche.
Le centre de formation d'apprentis (CFA) de Lanas est géré par la Chambre de commerce et d'industrie Ardèche Méridionale ; il forme aux métiers de bouche, à la restauration, la coiffure, la mécanique et la vente.

## Population et société
Les habitants sont appelés les Lanassiens.

### Démographie
L'évolution du nombre d'habitants est connue à travers les recensements de la population effectués dans la commune depuis 1846. Pour les communes de moins de 10 000 habitants, une enquête de recensement portant sur toute la population est réalisée tous les cinq ans, les populations de référence des années intermédiaires étant quant à elles estimées par interpolation ou extrapolation. Pour la commune, le premier recensement exhaustif entrant dans le cadre du nouveau dispositif a été réalisé en 2008.

En 2022, la commune comptait 431 habitants, en évolution de +5,9 % par rapport à 2016 (Ardèche : +2,48 %, France hors Mayotte : +2,11 %).
| 1846 | 1851 | 1856 | 1861 | 1866 | 1872 | 1876 | 1881 | 1886 |
| ---- | ---- | ---- | ---- | ---- | ---- | ---- | ---- | ---- |
| 607  | 627  | 621  | 648  | 622  | 607  | 611  | 581  | 562  |

| 1891 | 1896 | 1901 | 1906 | 1911 | 1921 | 1926 | 1931 | 1936 |
| ---- | ---- | ---- | ---- | ---- | ---- | ---- | ---- | ---- |
| 580  | 555  | 508  | 497  | 442  | 322  | 305  | 284  | 263  |

| 1946 | 1954 | 1962 | 1968 | 1975 | 1982 | 1990 | 1999 | 2006 |
| ---- | ---- | ---- | ---- | ---- | ---- | ---- | ---- | ---- |
| 240  | 206  | 201  | 217  | 196  | 211  | 273  | 325  | 373  |

| 2008 | 2013 | 2018 | 2022 | - | - | - | - | - |
| ---- | ---- | ---- | ---- | - | - | - | - | - |
| 381  | 371  | 452  | 431  | - | - | - | - | - |

### Médias
La commune est située dans la zone de distribution de deux organes de la presse écrite :
- L'Hebdo de l'Ardèche

Il s'agit d'un journal hebdomadaire français basé à Valence et couvrant l'actualité de tout le département de l'Ardèche.
- Le Dauphiné libéré

Il s'agit d'un journal quotidien de la presse écrite française régionale distribué dans la plupart des départements de l'ancienne région Rhône-Alpes, notamment l'Ardèche. La commune est située dans la zone d'édition d'Aubenas, Privas et de la vallée du Rhône.

### Cultes
L'église (propriété de la commune) et la communauté catholique de Lanas sont rattachées à la paroisse catholique de « Sainte Marie de Berg et Coiron », elle même rattachée au diocèse de Viviers.

## Économie

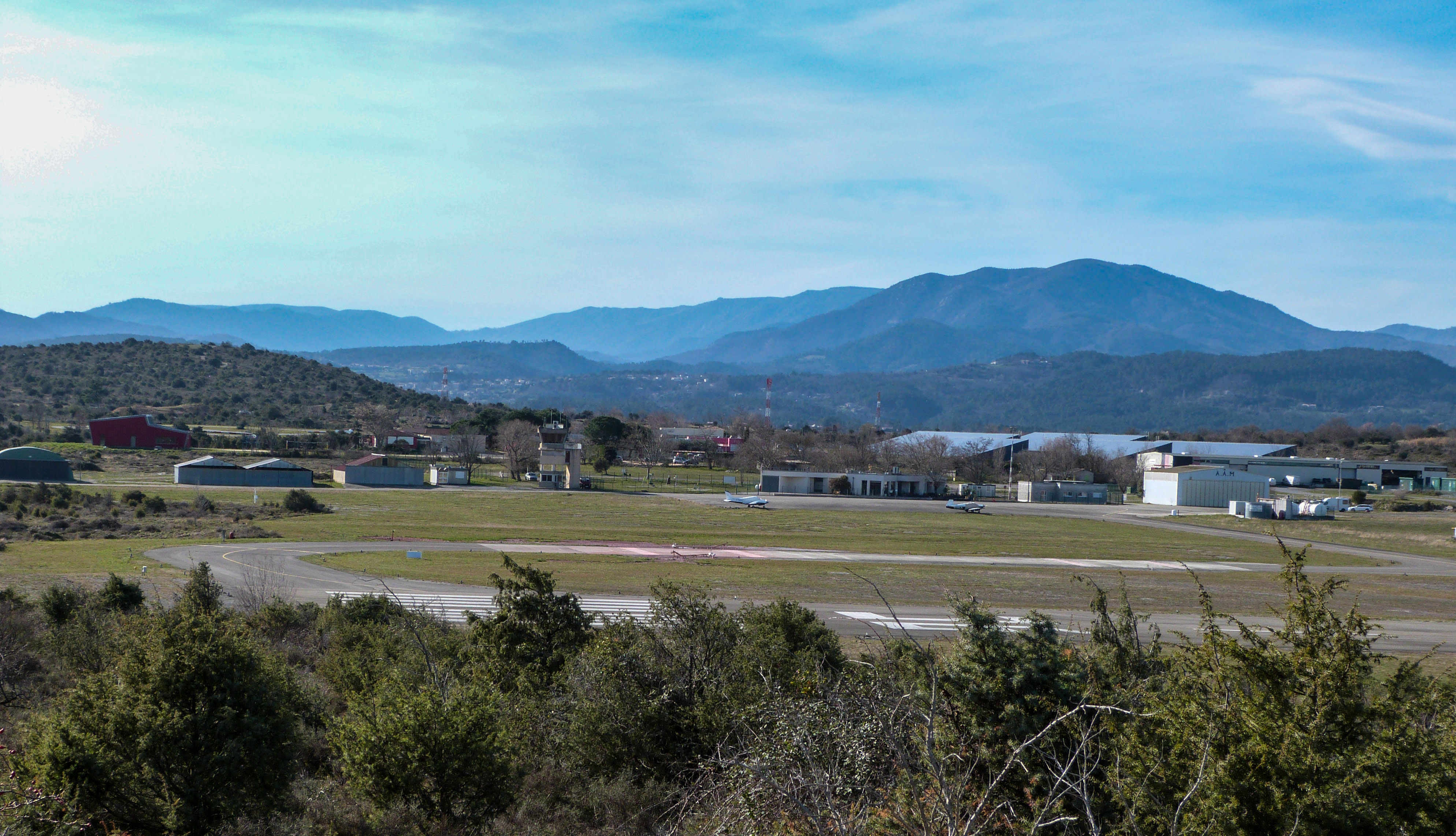
L'aérodrome en 2023.

- L'aérodrome d'Aubenas Ardèche méridionale est implanté sur le territoire de Lanas depuis 1976[37].
- Il existait un parc de loisirs situé à Lanas, ouvert de 1990 à 1997 sous le nom d'Aérocity et de mai 2008 à décembre 2014 sous le nom de Parc Avenue.
- Camping de l'Arche.

## Culture et patrimoine

### Lieux et monuments
Au cœur des ruelles étroites de Lanas plusieurs bâtiments présentent des ouvertures médiévales et Renaissance.
Les principaux monuments sont deux châteaux et la chapelle Saint-Eustache qui sont hélas en grande partie masqués. Le château apparaît avec certitude pour la première fois dans la documentation du XIIe siècle.
- Église de la Toussaint de Lanas.
- Randonnées[38].

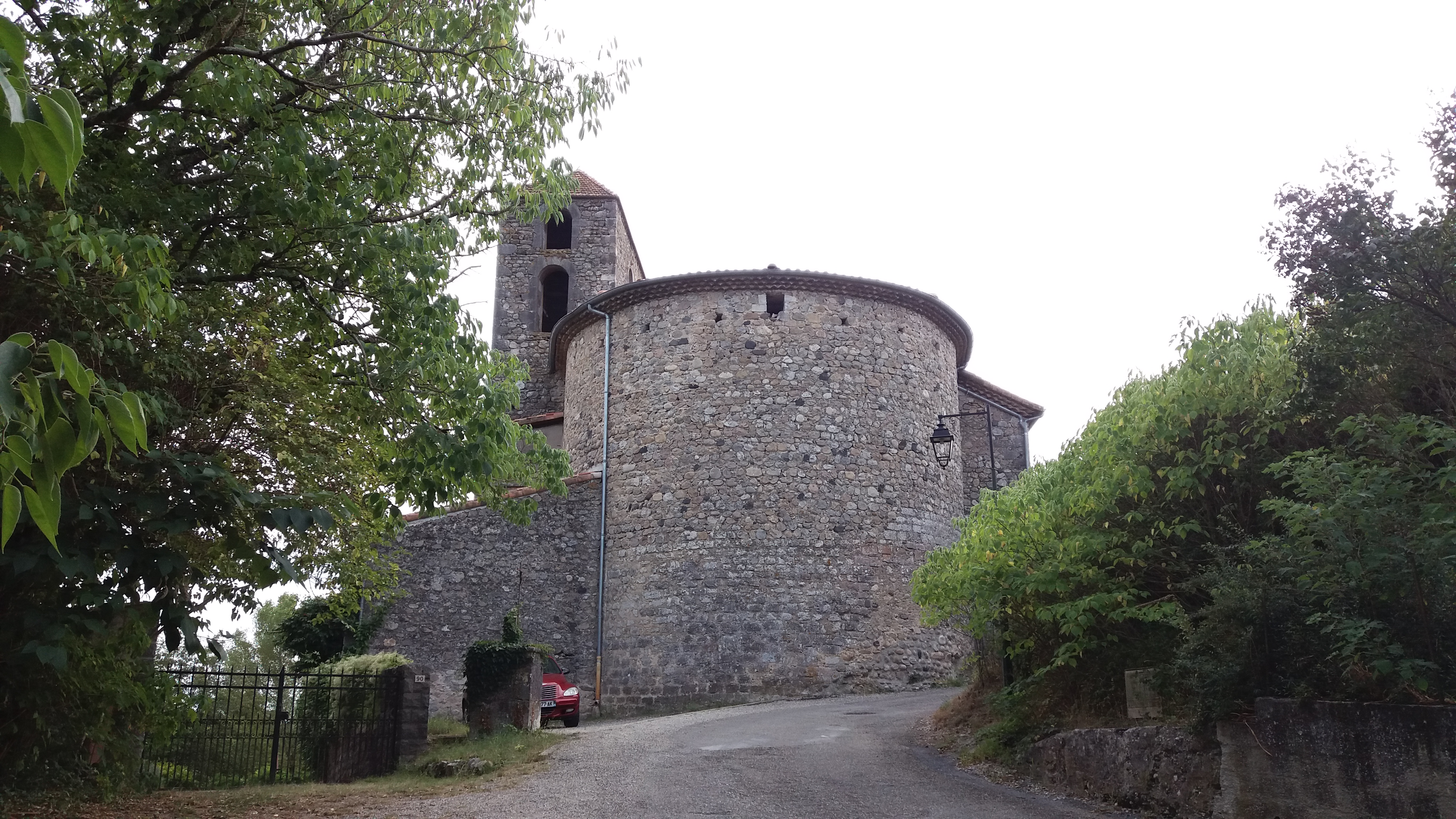
Église de Lanas.
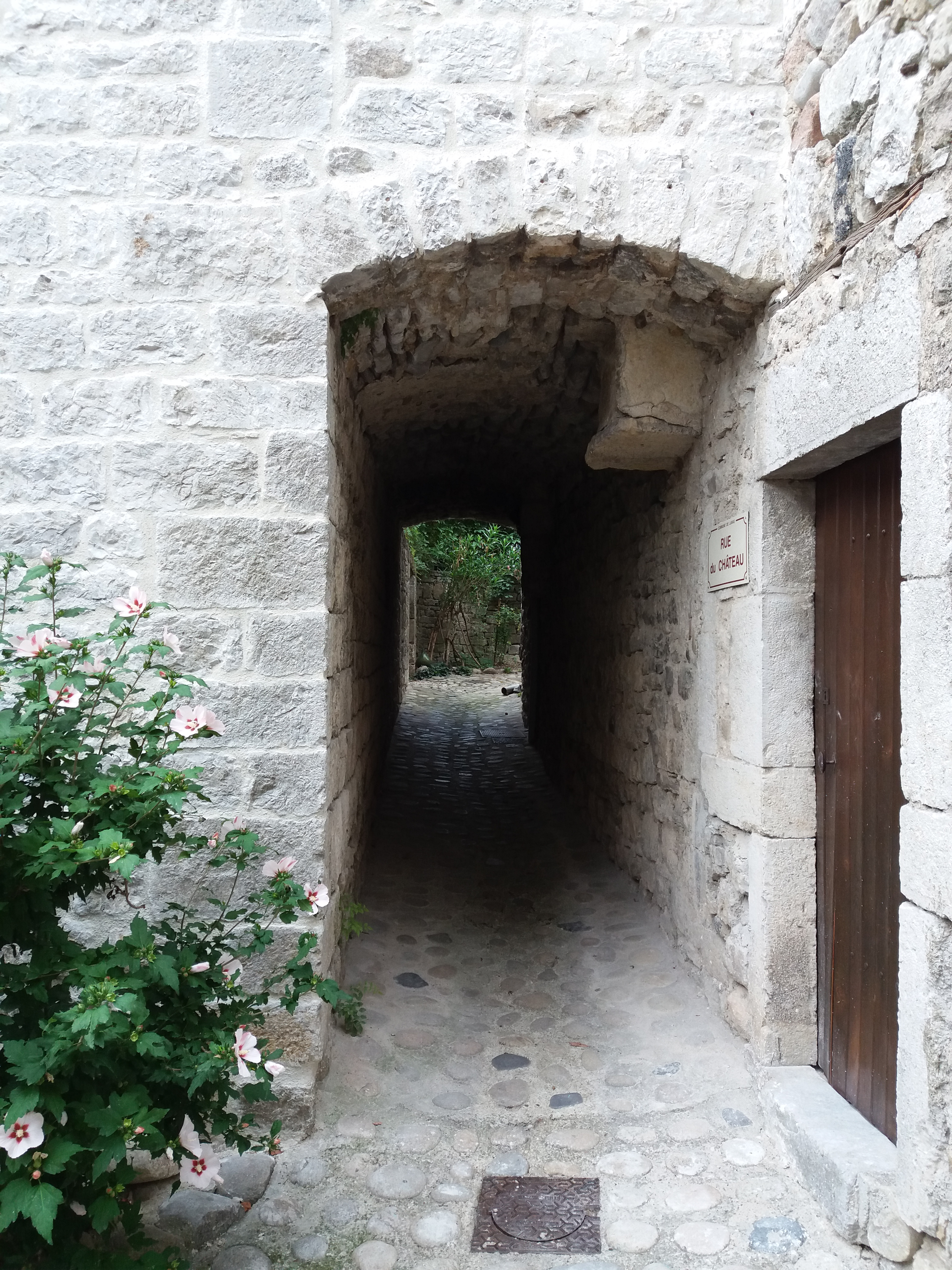
La rue du château.
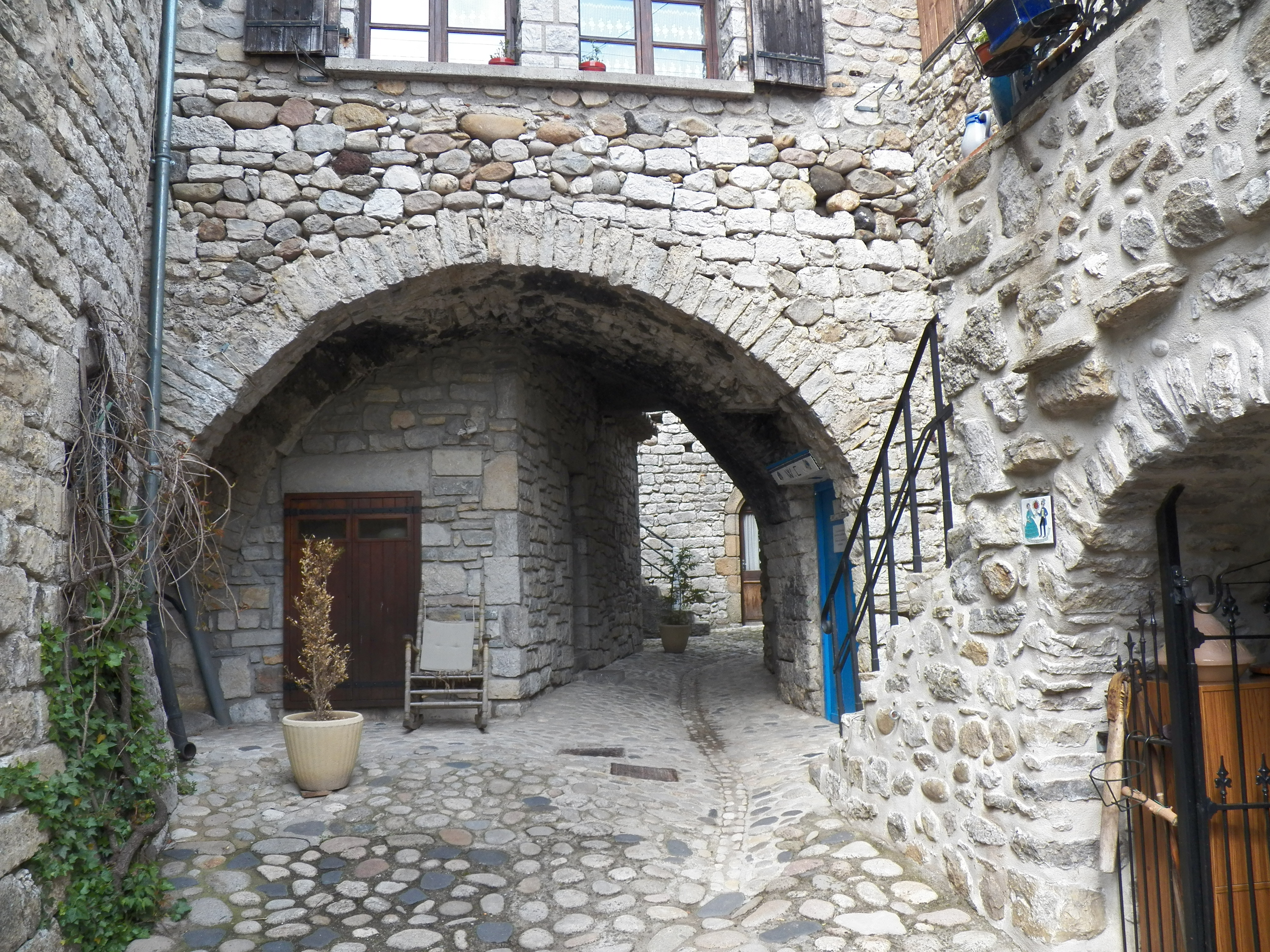
Rue sous une voûte au cœur du village.
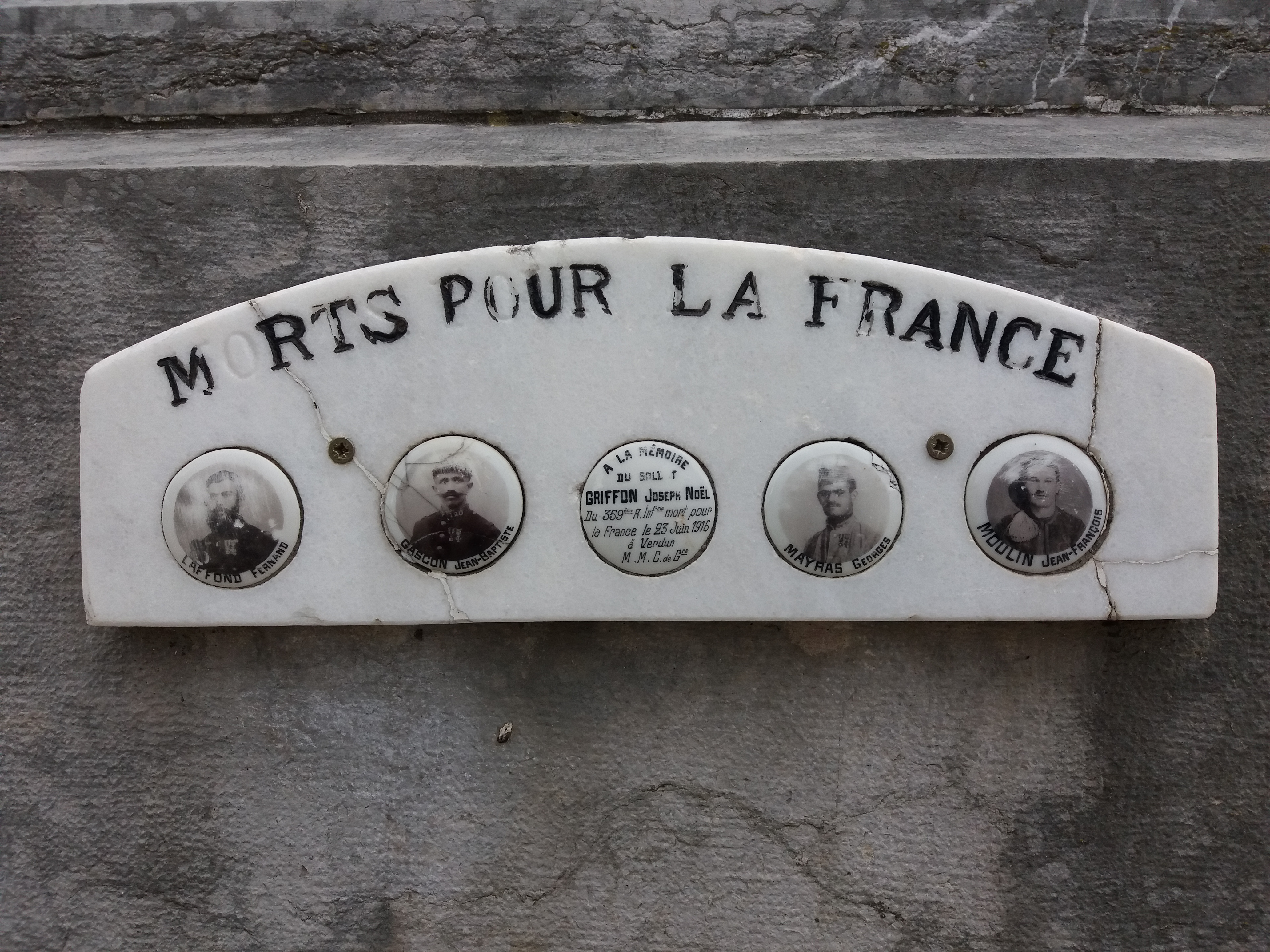
Détail du monument aux morts.

### Personnalités liées à la commune

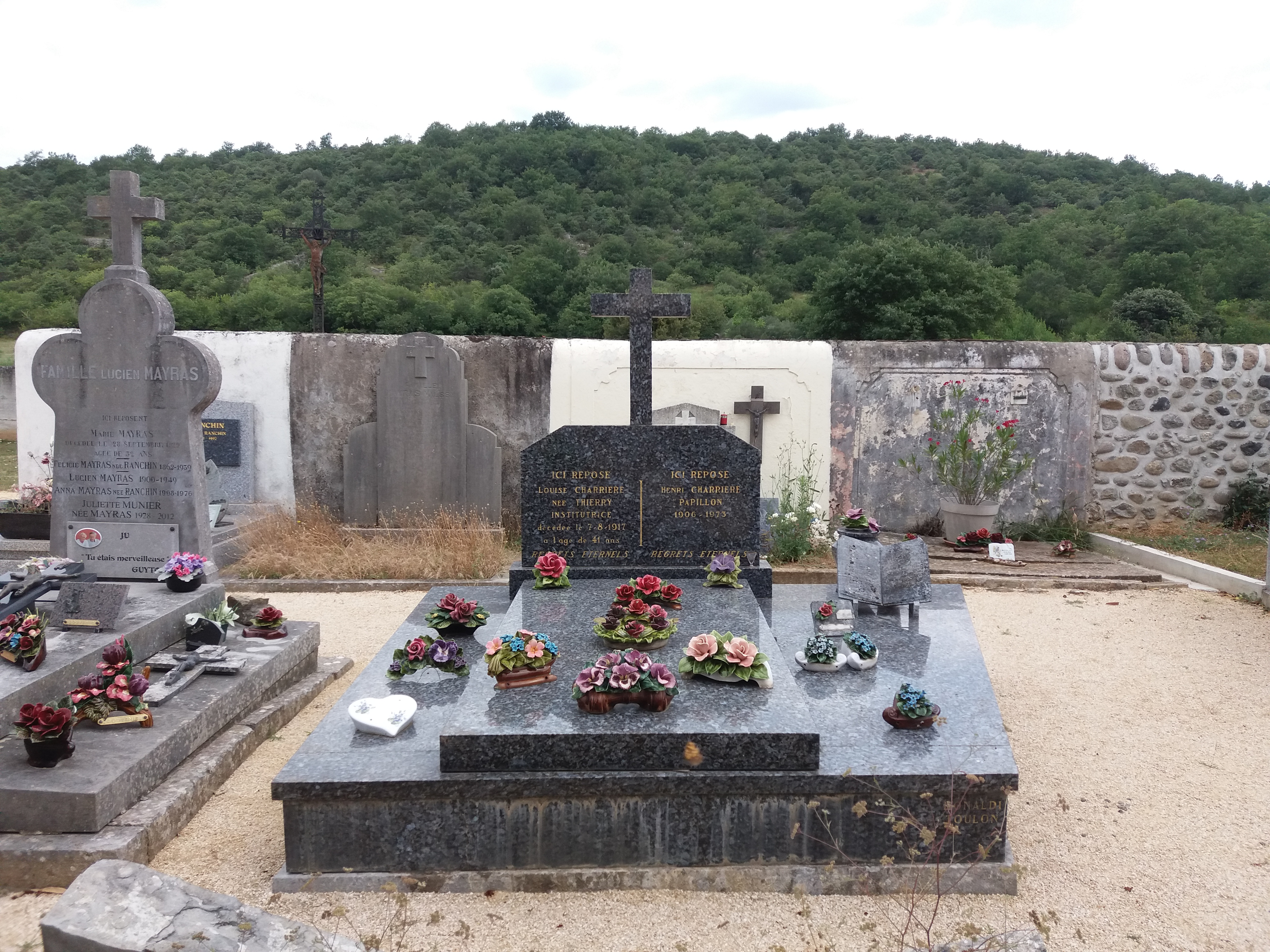
La tombre d'Henri Charrière au cimetière communal.

- Henri Charrière, dit Papillon, condamné aux travaux forcés à perpétuité pour avoir tué son ami Roland Legrand le 28 octobre 1931. De sa vie au bagne de la Guyane française, il écrivit un livre à grand succès, Papillon. Après avoir vécu son enfance à Lanas, il y est enterré. La salle communale porte en son honneur le nom de « Espace socio-culturel Papillon - Lou Parpaillou - Henri Charrière»[39],[40].

## Pour approfondir